# Mátraderecske
Mátraderecske ist eine ungarische Gemeinde im Kreis Pétervására im Komitat Heves.

## Geografische Lage
Mátraderecske liegt am nordöstlichen Rand des Mátra-Gebirges,  acht Kilometer südlich der Kreisstadt Pétervására, an dem kleinen Fluss Almáskút-patak, der in der Mitte des Ortes entspringt. Nachbargemeinden sind Recsk und Mátraballa.

## Heilbad Mátraderecske
In dem Kurort Mátraderecske befindet sich neben dem Kincses-Thermalstrandbad das einzige Trockenbad des Landes mit Heilwirkung, die so genannte Mofette. 1992 strömte schädliches farb- und geruchloses Kohlendioxid an die Erdoberfläche und versetzte das Dorf in Angst und Schrecken. Das schwere Gas leitet man heute in Becken, die mit Holzgittern bedeckt sind, damit es von dort über die Haut in den menschlichen Organismus gelangen und seine heilende Wirkung entfalten kann.

## Geschichte
Das Dorf wurde bereits im päpstlichen Zehntregister der Jahre 1332–1337 unter dem Namen De Reske erwähnt und hatte zu diesem Zeitpunkt bereits eine Kirche. Um 1479 hieß der Ort Derechke.
Zu Beginn des 19. Jahrhunderts gehörte das Dorf den Familien Grassalkovich, Orczy, Bay, Balogh, Kubinyi, Ondrekovics, Recsky, Ivády, Liszkay, Gomba und Kecskemét sowie Ullmann.
Anfang des 20. Jahrhunderts gehörte das Dorf der Baronin Sándorné Barkóczy (1869–1954), geborene Repeczky Anna Margit.